# Acherontia styx
La esfinge de la muerte menor (Acherontia styx) es una mariposa nocturna de la familia Sphingidae oriunda de Asia. Tiene una preferencia particular por la miel y los apicultores han reportado haber encontrado individuos de esta especie dentro de las colmenas. Acherontia styx tiene la propiedad de imitar el aroma producido por las abejas, lo cual le permite entrar en una colmena sin ser atacada para conseguir miel. Su lengua, la cual es robusta y fuerte, le permite extraer miel al introducirse entre las paredes de las celdas. También se les conoce por infestar las plantaciones de yuzu (Citrus junos) en Corea del sur.

## Descripción
Esta especie es similar a la europea A. atropos pero se diferencia por tener dos bandas a la mitad inferior de las alas delanteras en vez de una y usualmente no tiene ninguna banda oscura a través de la superficie ventral del abdomen. La mancha en forma de calavera es más oscura y hay una débil mancha azul rodeada por una franja negra submarginal en la parte superior de las alas inferiores. Además, tiene una mancha de color naranja en las alas superiores, y en la A. atropos suele ser blanca.
Hay dos  subespecies descritas, la A. s. styx y la  A. s. medusa. Sin embargo, las autoridades en el tema consideran que la  A. s. medusa es una especie estacional frecuente en las estaciones y lugares húmedos, y no distinta de forma taxonómica.

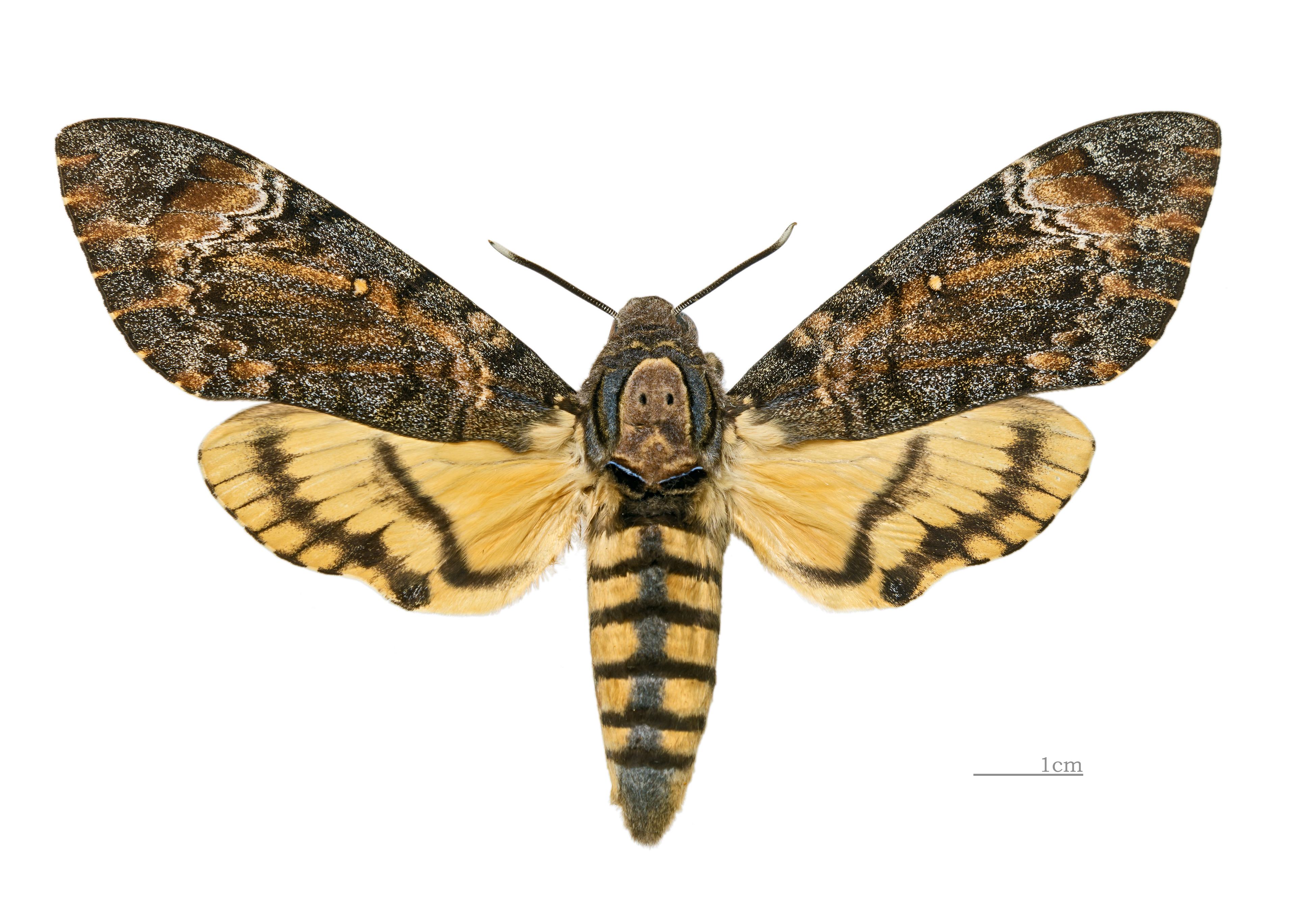
A. s. styx Parte dorsal
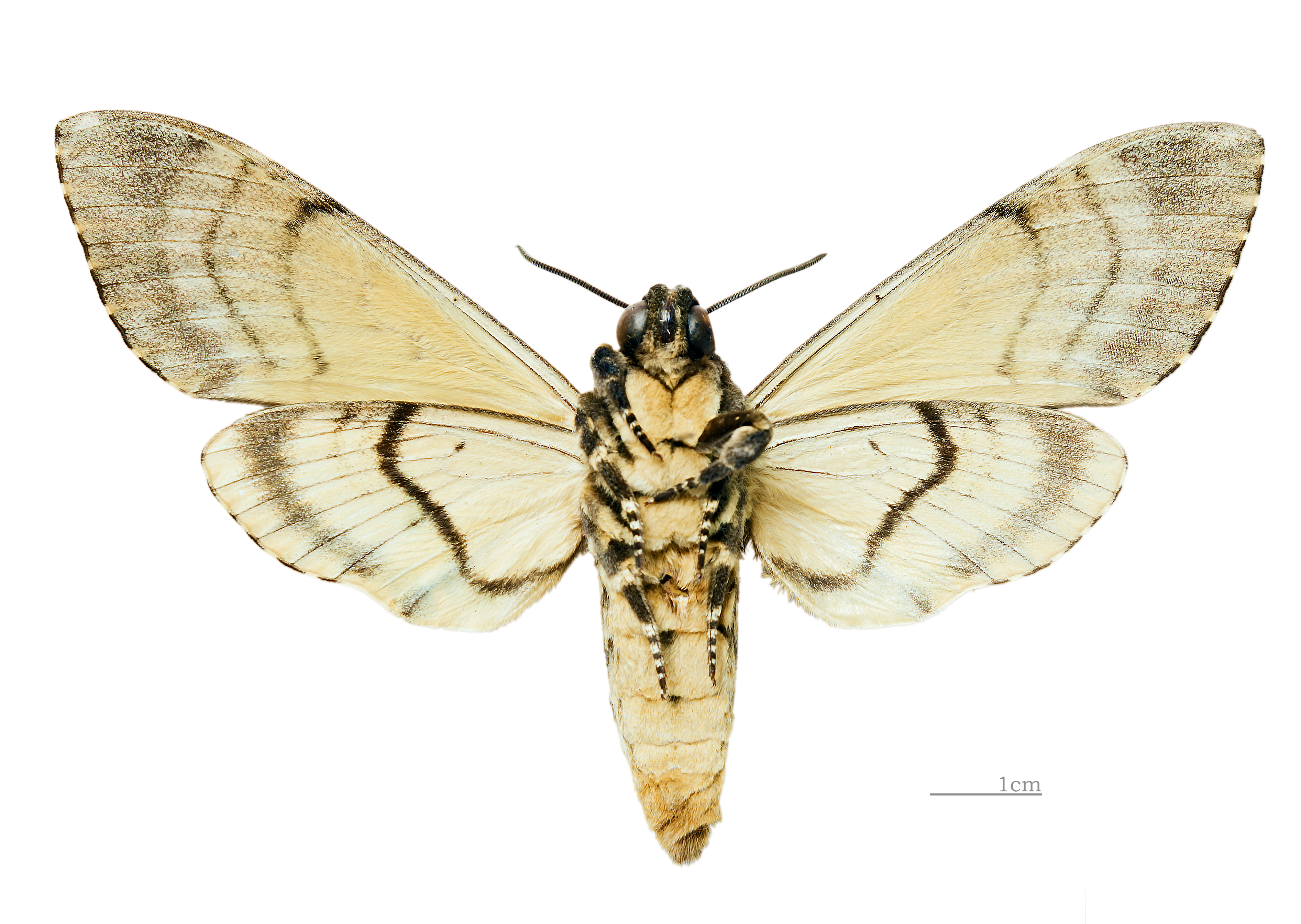
A. s. styx △ Parte ventral
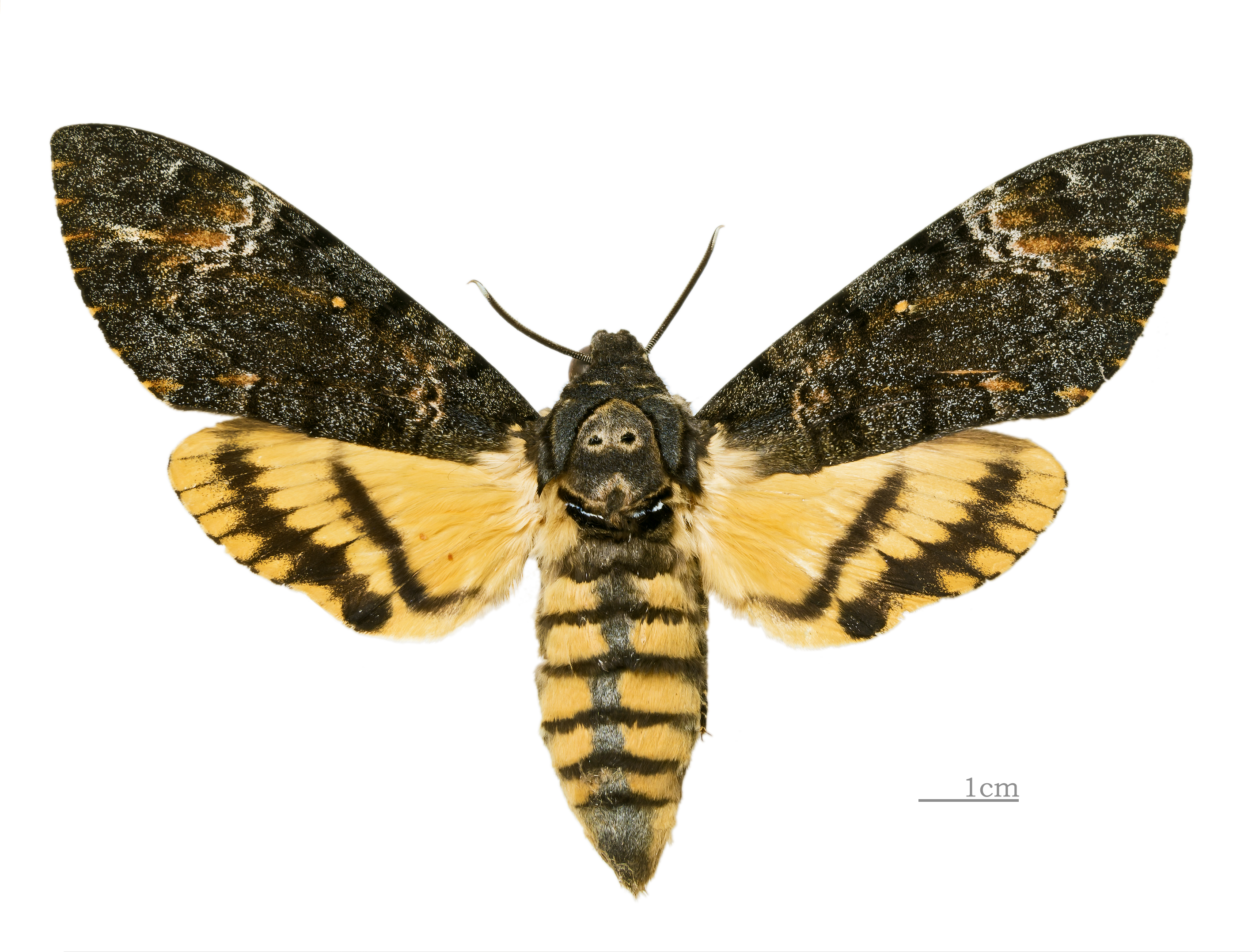
A. s. medusa Parte dorsal
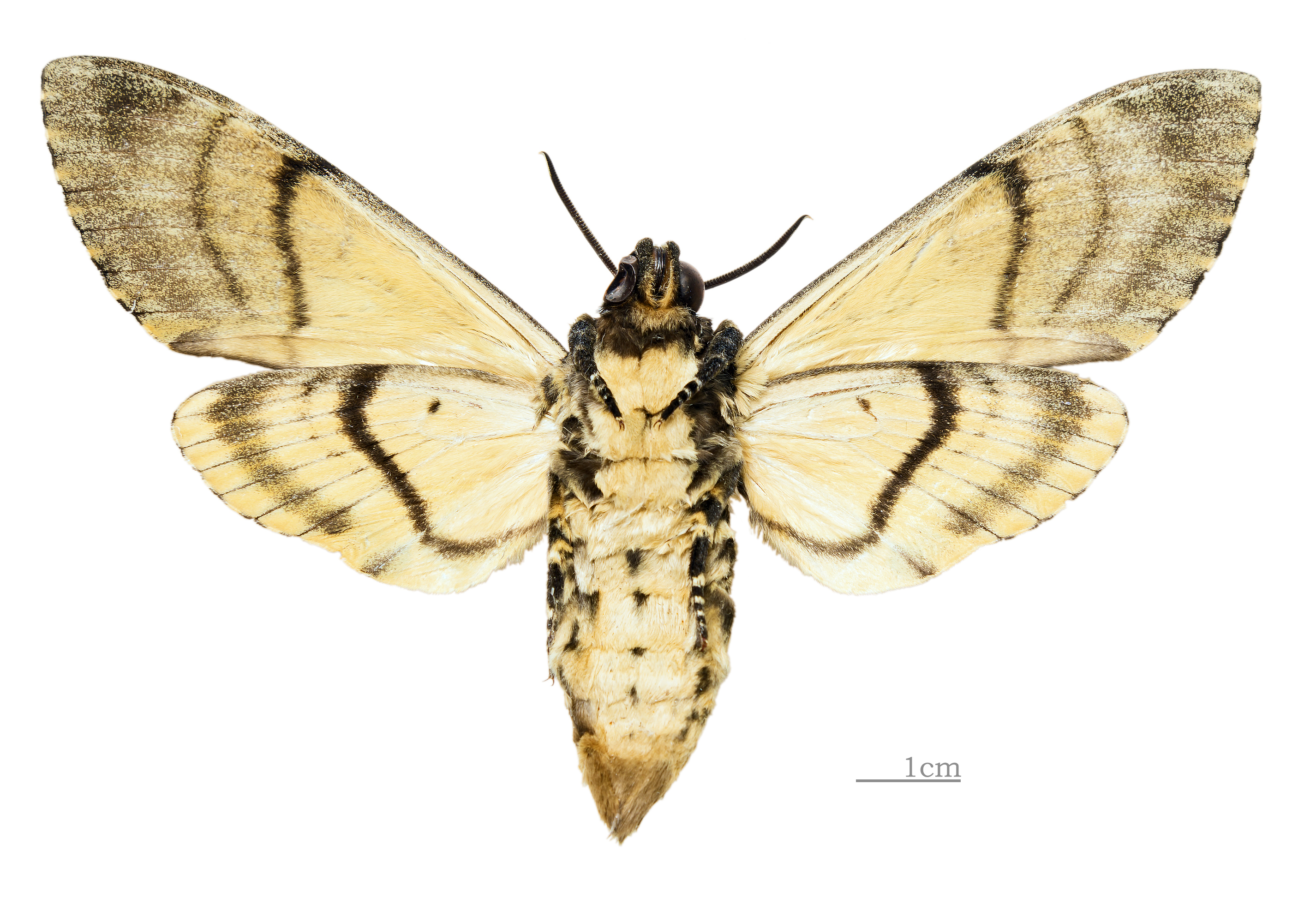
A. s. medusa △ Parte ventral

## Desarrollo
Los huevos son puestos principalmente en las especies Bignoniaceae, Fabaceae, Oleaceae, Pedaliaceae, Solanaceae y Verbenaceae. En la India, las larvas pueden llegar a dañar los cultivos debido a su gran número, cultivos como Sesamum indicum. Las larvas maduras pueden alcanzar los 120 mm, y su exoesqueleto puede tener tonos de verde, amarillo o marrón. Las larvas se asemejan a las de A. atropos excepto porque el moteado en azul oscuro presente en el dorsal está más pronunciado en la mitad anterior de cada segmento abdominal, y la trompa es menos curvada y carece de una punta cóncava. La pupación sucede en una gruta bajo tierra, excavada a menos de diez centímetros por debajo de la superficie del terreno.

## Distribución
La variante conocida como A. styx medusa habita a lo largo del este Asiático, emigrando desde el Noreste de China a Japón, y también en el sudeste de China y Vietnam, desde donde hacen sus migraciones a las penínsulas de Tailandia y Malasia. También se pueden ver en Tailandia, Birmania, Bangladés, India, Nepal, Pakistán y en sus migraciones desde  Irán a Arabia Saudí e Irak.

## Cultura popular
Una pupa de Acherontia styx encontrada en el paladar blando de una víctima de asesinato es una pista vital en la novela de suspense The Silence of the Lambs. En la versión cinematográfica, sin embargo, aunque el guion aún hace referencia a styx, la especie que se muestra es Acherontia atropos.